# Rudolf Wanzl

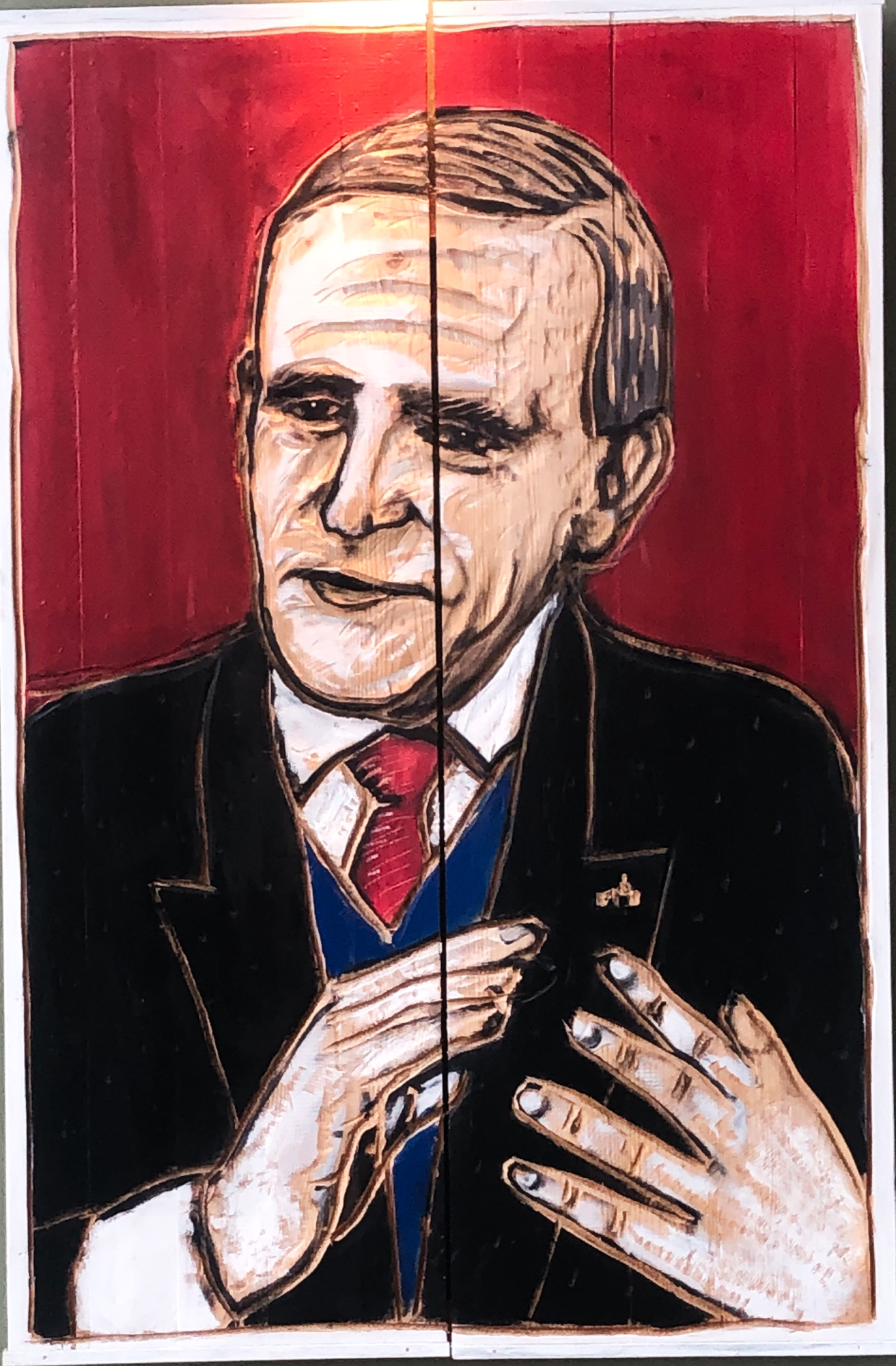
Rudolf Wanzl, 1924–2011 (Holzrelief)

Rudolf Wanzl (* 29. August 1924 in Giebau, Tschechoslowakei; † 3. Februar 2011) war ein deutscher Unternehmer.

## Leben
Wanzl wurde als Sohn des Schlossers und Unternehmers Rudolf Wanzl senior geboren. Mit 18 Jahren wurde er in den Kriegsdienst eingezogen. Nach Ende des Zweiten Weltkriegs wurde die Familie im November 1946 aus Giebau im östlichen Sudetenland vertrieben und kam in die schwäbische Gemeinde Unterkammlach. Das Eichamt Günzburg suchte zu der Zeit einen Waagenbauer und so zogen sie nach Leipheim. Dort gründeten Vater und Sohn 1947 eine Werkstätte für Waagenbau und Reparaturdienst. Aus ihr formte er in den folgenden Jahrzehnten die mittelständische Wanzl Metallwarenfabrik. 1998 übergab er die Unternehmensleitung seinem Sohn Gottfried. 1999 wurde Wanzl Ehrenbürger in Kirchheim in Schwaben, in der eine Produktionsstätte des Unternehmens steht.

## Ehrungen
- 2006: Bayerischer Gründerpreis für sein Lebenswerk
- Verdienstkreuz 1. Klasse der Bundesrepublik Deutschland
- Ehrenbürger in Leipheim und Kirchheim